# Gemenc InterRégió
A Gemenc InterRégió egy Székesfehérvár és Baja között 2 óránként közlekedő vasúti járat. Vonatszámuk 83-mal kezdődik.

## Történet
2009. december 13-án indul el az első járat InterCity vonatként Budapest és Baja között. A vonat Budapest-Déli pályaudvarról indult. Budapest és Vajta között csak Kelenföld és Sárbogárdon állt meg. Vajta és Baja között Baja-Dunafürdő kivételével mindenhol megállt. 2013-tól a vonat Budapest-Keleti pályaudvarról indul expresszvonatként.
2014. december 14-től a vonat Budapest és Baja között csak Szekszárd és Bátaszéken állt meg. 2017-től Budapest felé Baja és Szekszárd között Baja-Dunafürdő kivételével mindenhol megállt.
2021. április 11-től a vonat InterRégióként közlekedik Székesfehérvár és Baja között

## Útvonal
A vonat Székesfehérvárról indul Sárbogárd, Szekszárd és Bátaszék érintésével közlekedik. Belsőbáránd, Tengelic, Fácánkert, Őcsény és Alsónyék megállóhelyeken a vonatok csak feltételesen állnak meg.

## Megállóhelyei
| Megállóhelyek     |
| ----------------- |
| 1. Székesfehérvár |
| 2. Belsőbáránd    |
| 3. Sárbogárd      |
| 4. Cece           |
| 5. Vajta          |
| 6. Nagydorog      |
| 7. Tengelic       |
| 8. Fácánkert      |
| 9. Tolna-Mözs     |
| 10. Szekszárd     |
| 11. Őcsény        |
| 12. Decs          |
| 13. Bátaszék      |
| 14. Alsónyék      |
| 15. Pörböly       |
| 16. Baja          |